# Tappsunds tegelbruk

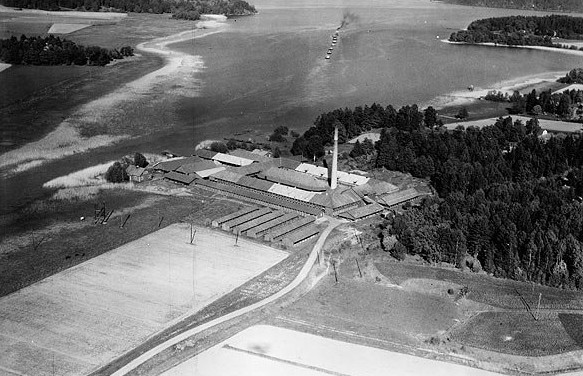
Tappsunds tegelbruk 1949.

Tappsunds tegelbruk var ett tegelbruk vid Tappström i Ekerö kommun. Bruket anlades i slutet av 1800-talet och stängde 1959. På platsen planerar Ekerö kommun tillsammans med markägaren  för närvarande (2013) ett nytt bostadsområde med 400-500 bostäder.

## Historik
Vid mitten av 1800-talet anlades ett stort antal nya tegelbruk på Mälaröarna som direkt inriktade sig på Stockholm och dess vid den tiden enorma byggnadsproduktion som marknad. 1863 levererade mälarområdet 19 miljoner tegel till Stockholm och drygt 20 år senare nåddes kulmen med 60 miljoner tegel. På Mälaröarna fanns vid denna tid ca 10 tegelbruk. Transporterna skedde med pråmar som bogserades i skytteltrafik mellan Mälaröarna och Stockholm. Produktionen inriktade sig huvudsakligen på murtegel och i mindre utsträckning på taktegel och rörtegel.
Tegelbruket vid Tappsund byggdes i slutet av 1800-talet och gick upp i Mälardalens tegelbruk år 1914. Det var ett så kallat ångtegelbruk, vilket innebar att kraften till brukets olika maskinerier togs från en ångmaskin. Under 1920-talet elektrifierades verksamheten. Anläggningen hade en centralt placerad ringugn (brännugn) och runt denna låg torkladorna i en fyrkant. Den 2 november 1934 gick bruket ur AB Mälardalens tegelbruk. Samtidigt bildades AB Tappsund tegelbruk med ett aktiekapital av 75.000:-. I styrelsen fanns E.A. Hallmén och J.H. Jehander.  Bruket lades ner 1959.

## Området  idag

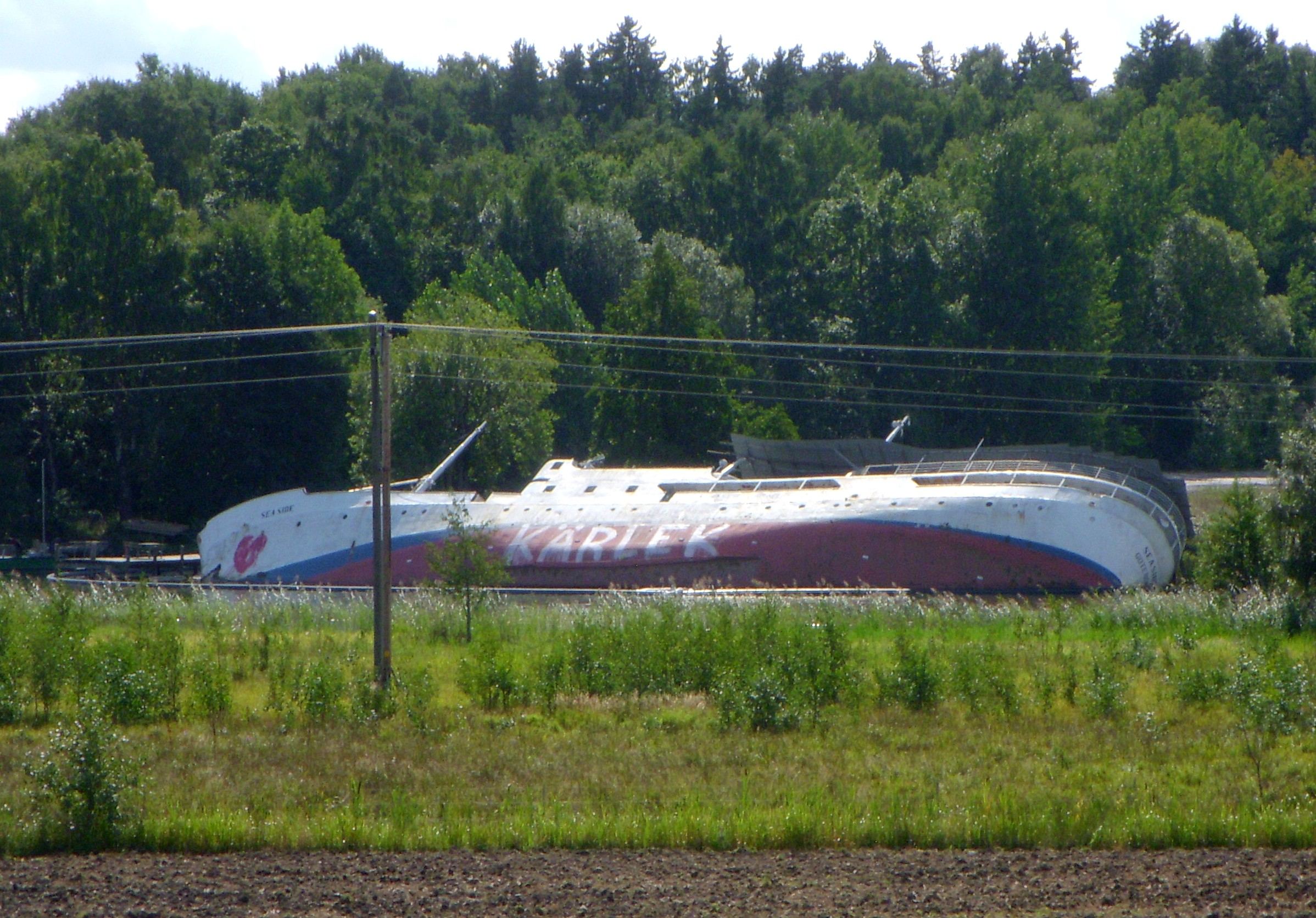
M/S Seaside i augusti 2011.

Strax väster om  platsen för Tappströms tegelbruk finns idag bland annat Ekerö centrum, där gatunamnet ”Tegelbruksvägen” påminner om den tidigare verksamheten. Själva bruksområdet som numera ägas av Skanska är idag (2013) en stor grusplan. Vid brukets gamla kajanläggning låg under många år det kantrade fartyget M/S Seaside, som bärgades i november 2011. 
För närvarande planerar Ekerö kommun tillsammans med markägaren ett nytt bostadsområde med 400-500 bostäder där tegelbruket en gång hade sin anläggning.